# كسوف الشمس 6 فبراير 2027
سيحدث كسوف حلقي للشمس في 6 فبراير 2027. يحدث كسوف الشمس عندما يمر القمر بين الأرض والشمس ، وبالتالي يحجب صورة الشمس كليًا أو جزئيًا عن مشاهد على الأرض. يحدث الكسوف الحلقي للشمس عندما يكون القطر الظاهري للقمر أصغر من قطر الشمس ، مما يحجب معظم ضوء الشمس ويتسبب في ظهور الشمس على شكل حلقة (حلقة). يظهر الخسوف الحلقي على شكل كسوف جزئي فوق منطقة من الأرض يبلغ عرضها آلاف الكيلومترات.

## الصور
مسار متحرك

## الخسوفات ذات الصلة

### كسوف في عام 2027
- كسوف حلقي للشمس يوم 6 فبراير .
- خسوف شبه قمري للقمر في 20 فبراير .
- خسوف شبه قمري للقمر في 18 يوليو .
- كسوف كلي للشمس في 2 أغسطس .
- خسوف قمري شبه خافت في 17 أغسطس .

### كسوف الشمس 2026-2029
هذا الكسوف هو جزء من سلسلة كسوف الشمس 2026-2029. يتكرر الكسوف في كل 177 يومًا تقريبًا و 4 ساعات في العقد المتناوبة من مدار القمر.
| عقدة تصاعدية                                                                                    | عقدة تصاعدية                      |     | عقدة تنازلية                   | عقدة تنازلية |
| 121                                                                                             | كسوف الشمس 17 فبراير 2026 Annular | 126 | كسوف الشمس 12 أغسطس 2026 Total |              |
| 131                                                                                             | كسوف الشمس 6 فبراير 2027 Annular  | 136 | كسوف الشمس 2 أغسطس 2027 Total  |              |
| 141                                                                                             | كسوف الشمس 26 يناير 2028 Annular  | 146 | كسوف الشمس 22 يوليو 2028 Total |              |
| 151                                                                                             | 2029 January 14 Partial           | 156 | 2029 July 11 Partial           |              |
| يحدث الكسوف الجزئي للشمس في 12 يونيو 2029 و 5 ديسمبر 2029 في مجموعة خسوف السنة القمرية التالية. |                                   |     |                                |              |

### ساروس 131
وهي جزء من دورة ساروس 131 وتتكرر كل 18 سنة و 11 يوماً وتحتوي على 70 حدثاً.
- بدأت السلسلة بكسوف جزئي للشمس في 1 أغسطس 1125.
- وهي تحتوي على كسوف كلي من 27 مارس 1522 حتى 30 مايو 1612
- وخسوف هجين من 10 يونيو 1630 حتى 24 يوليو 1702
- وخسوف حلقي من 4 أغسطس 1720 حتى 18 يونيو 2243.
- تنتهي السلسلة عند الحدث 70 ككسوف جزئي في 2 سبتمبر 2369.

كانت أطول مدة الكلية 58 ثانية فقط في 30 مايو 1612. تحدث جميع الكسوفات في هذه السلسلة عند العقدة الصاعدة للقمر.
| تحدث أعضاء السلسلة 33-70 بين عامي 1702 و 2369 | تحدث أعضاء السلسلة 33-70 بين عامي 1702 و 2369 | تحدث أعضاء السلسلة 33-70 بين عامي 1702 و 2369 |
| 33                                            | 34                                            | 35                                            |
| --------------------------------------------- | --------------------------------------------- | --------------------------------------------- |
| July 24, 1702                                 | August 4, 1720                                | August 15, 1738                               |
| 36                                            | 37                                            | 38                                            |
| August 25, 1756                               | September 6, 1774                             | September 16, 1792                            |
| 39                                            | 40                                            | 41                                            |
| September 28, 1810                            | October 9, 1828                               | October 20, 1846                              |
| 42                                            | 43                                            | 44                                            |
| October 30, 1864                              | November 10, 1882                             | November 22, 1900                             |
| 45                                            | 46                                            | 47                                            |
| December 3, 1918 [الإنجليزية]                 | December 13, 1936 [الإنجليزية]                | December 25, 1954 [الإنجليزية]                |
| 48                                            | 49                                            | 50                                            |
| January 4, 1973 [الإنجليزية]                  | January 15, 1991 [الإنجليزية]                 | كسوف الشمس 26 يناير 2009                      |
| 51                                            | 52                                            | 53                                            |
| كسوف الشمس 6 فبراير 2027                      | February 16, 2045                             | February 28, 2063                             |
| 54                                            | 55                                            | 56                                            |
| March 10, 2081                                | March 21, 2099                                | April 2, 2117                                 |
| 57                                            | 58                                            | 59                                            |
| April 13, 2135                                | April 23, 2153                                | May 5, 2171                                   |
| 60                                            | 61                                            | 62                                            |
| May 15, 2189                                  | May 27, 2207                                  | June 6, 2225                                  |
| 63                                            | 64                                            | 65                                            |
| June 18, 2243                                 | June 28, 2261                                 | July 9, 2279                                  |
| 66                                            | 67                                            | 68                                            |
| July 20, 2297                                 | August 1, 2315                                | August 11, 2333                               |
| 69                                            | 70                                            |                                               |
| August 22, 2351                               | September 2, 2369                             |                                               |

### سلسلة ميتونيك
تكرر السلسلة ميتونيك الخسوف كل 19 عامًا (6939.69 يومًا) ، وتستمر حوالي 5 دورات. تحدث الكسوف في نفس تاريخ التقويم تقريبًا. بالإضافة إلى ذلك ، تكرر سلسلة أوكتون الفرعية 1/5 من ذلك أو كل 3.8 سنوات (1387.94 يومًا). تحدث جميع الكسوفات في هذا الجدول عند العقدة الصاعدة للقمر.
| 21 حدثًا من أحداث الكسوف ، تتقدم من الجنوب إلى الشمال بين 1 يوليو 2000 و 1 يوليو 2076 | 21 حدثًا من أحداث الكسوف ، تتقدم من الجنوب إلى الشمال بين 1 يوليو 2000 و 1 يوليو 2076 | 21 حدثًا من أحداث الكسوف ، تتقدم من الجنوب إلى الشمال بين 1 يوليو 2000 و 1 يوليو 2076 | 21 حدثًا من أحداث الكسوف ، تتقدم من الجنوب إلى الشمال بين 1 يوليو 2000 و 1 يوليو 2076 | 21 حدثًا من أحداث الكسوف ، تتقدم من الجنوب إلى الشمال بين 1 يوليو 2000 و 1 يوليو 2076 |
| 1 - 2 يوليو                                                                          | 19 - 20 أبريل                                                                        | 5-7 فبراير                                                                           | 24-25 نوفمبر                                                                         | 12-13 سبتمبر                                                                         |
| 117                                                                                  | 119                                                                                  | 121                                                                                  | 123                                                                                  | 125                                                                                  |
| ------------------------------------------------------------------------------------ | ------------------------------------------------------------------------------------ | ------------------------------------------------------------------------------------ | ------------------------------------------------------------------------------------ | ------------------------------------------------------------------------------------ |
| July 1, 2000 [الإنجليزية]                                                            | كسوف الشمس 19 أبريل 2004                                                             | كسوف الشمس 7 فبراير 2008                                                             | كسوف الشمس 25 نوفمبر 2011                                                            | كسوف الشمس 13 سبتمبر 2015                                                            |
| 127                                                                                  | 129                                                                                  | 131                                                                                  | 133                                                                                  | 135                                                                                  |
| كسوف الشمس في 2 يوليو 2019                                                           | كسوف الشمس 20 أبريل 2023                                                             | كسوف الشمس 6 فبراير 2027                                                             | November 25, 2030 [الإنجليزية]                                                       | September 12, 2034                                                                   |
| 137                                                                                  | 139                                                                                  | 141                                                                                  | 143                                                                                  | 145                                                                                  |
| July 2, 2038                                                                         | April 20, 2042                                                                       | February 5, 2046                                                                     | November 25, 2049                                                                    | September 12, 2053                                                                   |
| 147                                                                                  | 149                                                                                  | 151                                                                                  | 153                                                                                  | 155                                                                                  |
| July 1, 2057                                                                         | April 20, 2061                                                                       | February 5, 2065                                                                     | November 24, 2068                                                                    | September 12, 2072                                                                   |
| 157                                                                                  | 159                                                                                  | 161                                                                                  | 163                                                                                  | 165                                                                                  |
| July 1, 2076                                                                         |                                                                                      |                                                                                      |                                                                                      |                                                                                      |

### سلسلة اينكس
هذا الكسوف هو جزء من دورة اينكس طويلة الأمد ، يتكرر عند العقد المتناوبة ، كل 358 شهرًا سينوديًا (≈ 10571.95 يومًا ، أو 29 عامًا ناقص 20 يومًا).
مظهرها وخط طولها غير منتظمين بسبب عدم التزامن مع الشهر غير الطبيعي (فترة الحضيض). ومع ذلك ، فإن مجموعات 3 دورات اينكس (87 سنة ناقص شهرين) تقترب (≈ 1،151.02 شهرًا غير طبيعي) ، لذا فإن الكسوف متشابه في هذه المجموعات.
| أعضاء سلسلة اينكس بين عامي 1901 و 2100: | أعضاء سلسلة اينكس بين عامي 1901 و 2100: | أعضاء سلسلة اينكس بين عامي 1901 و 2100: |
| --------------------------------------- | --------------------------------------- | --------------------------------------- |
| 22 نوفمبر 1919 (ساروس 141)              | 1 نوفمبر 1948 (ساروس 142)               | 12 أكتوبر 1977 (ساروس 143)              |
| 22 سبتمبر 2006 (ساروس 144)              | 2 سبتمبر 2035 (ساروس 145)               | 12 أغسطس 2064 (ساروس 146)               |
| 23 يوليو 2093 (ساروس 147)               |                                         |                                         |

### سلسلة تريتوس
هذا الكسوف هو جزء من دورة تريتوس ، يتكرر عند العقد المتناوبة كل 135 شهرًا متزامنًا (≈ 3986.63 يومًا ، أو 11 عامًا ناقص شهر واحد). مظهرها وخط طولها غير منتظمين بسبب نقص التزامن مع الشهر غير الطبيعي (فترة الحضيض) ، لكن التجمعات المكونة من 3 دورات تريتوس (33 عامًا ناقص 3 أشهر) تقترب (≈ 434.044 شهرًا غير طبيعي) ، لذا فإن الكسوف متشابه في هذه التجمعات.[بحاجة لمصدر]
| أعضاء سلسلة تريتوس بين عامي 1901 و 2100 | أعضاء سلسلة تريتوس بين عامي 1901 و 2100 | أعضاء سلسلة تريتوس بين عامي 1901 و 2100 | أعضاء سلسلة تريتوس بين عامي 1901 و 2100 |
| --------------------------------------- | --------------------------------------- | --------------------------------------- | --------------------------------------- |
| 9 سبتمبر 1904 (ساروس 133)               | 10 أغسطس 1915 (ساروس 134)               | 9 يوليو 1926 (ساروس 135)                |                                         |
| 8 يونيو 1937 (ساروس 136)                | 9 مايو 1948 (ساروس 137)                 | 8 أبريل 1959 (ساروس 138)                |                                         |
| 7 مارس 1970 (ساروس 139)                 | 4 فبراير 1981 (ساروس 140)               | 4 يناير 1992 (ساروس 141)                |                                         |
| 4 ديسمبر 2002 (ساروس 142)               | 3 نوفمبر 2013 (ساروس 143)               | 2 أكتوبر 2024 (ساروس 144)               |                                         |
| 2 سبتمبر 2035 (ساروس 145)               | 2 أغسطس 2046 (ساروس 146)                | 1 يوليو 2057 (ساروس 147)                |                                         |
| 31 مايو 2068 (ساروس 148)                | 1 مايو 2079 (ساروس 149)                 | 31 مارس 2090 (ساروس 150)                |                                         |

## روابط خارجية
- www.solar-eclipse.de - متوسط التغطية السحابية والمدن على طول مسار الكسوف
- http://eclipse.gsfc.nasa.gov/SEplot/SEplot2001/SE2026Feb17A. GIF